# Passiflora lancifolia
Passiflora lancifolia là một loài thực vật có hoa trong họ Lạc tiên. Loài này được Desv. ex Ham. mô tả khoa học đầu tiên năm 1825.